# 郑州轨道交通调度中心

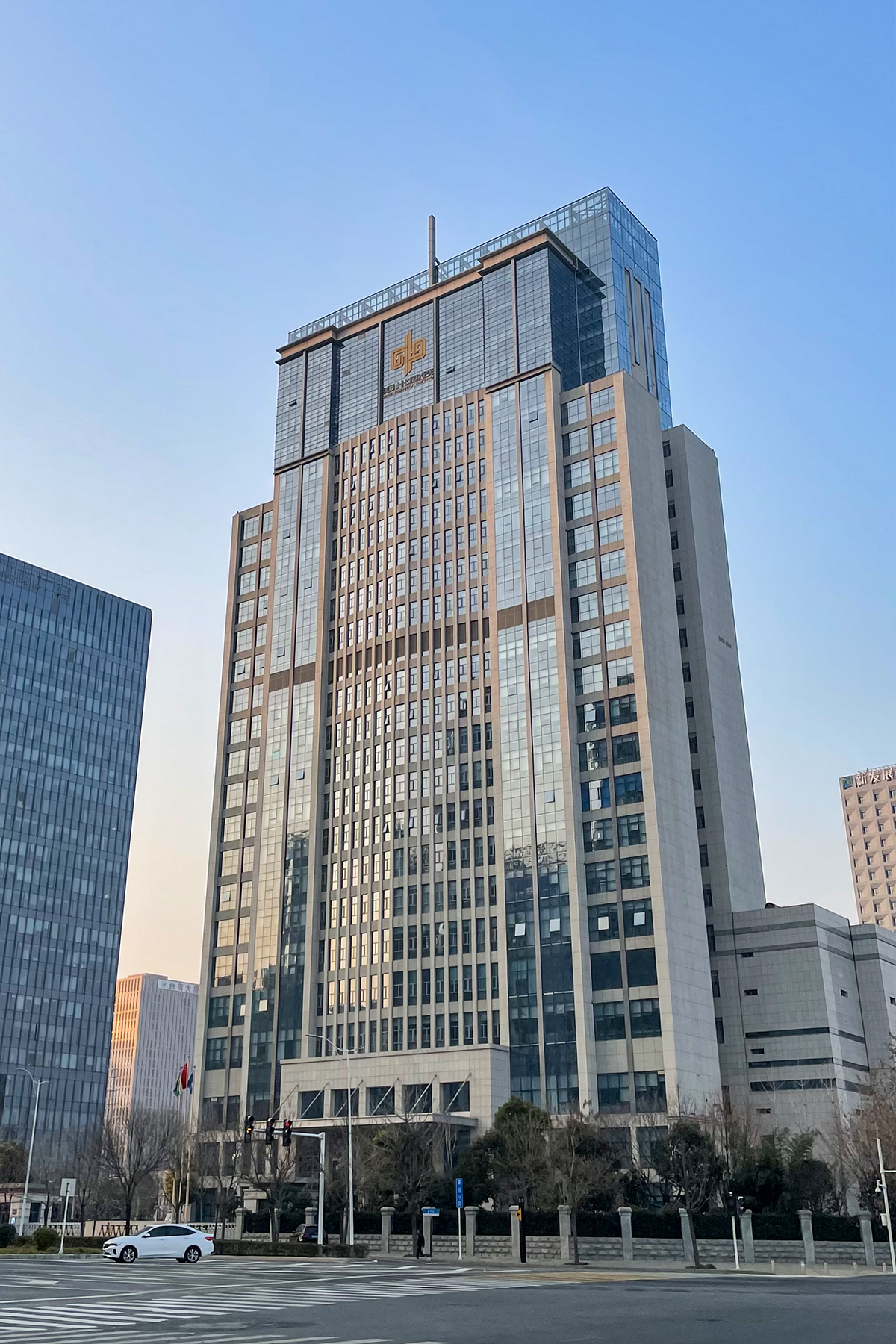
郑州轨道交通调度中心

郑州轨道交通调度中心是位于河南省郑州市郑东新区康宁街100号的一座大厦，目前为郑州地铁集团的总部，同时也是郑州地铁的调度控制中心。

## 简介
郑州轨道交通调度中心一期工程包括27层（地上25层和地下2层）的主楼和5层的裙楼，总建筑面积65552.81平方米。其中调度中心位于裙楼，2至5层为应急中心及线路控制中心，6层以上包括应急处理中心、倒班休息室、清分清算中心、信息编播中心、数据档案中心、维修管理用房等。工程于2012年2月动工建设，2014年竣工。